# Вулканический пояс
Вулканический пояс (вулканическая дуга) — крупная тектоническая структура линейной формы, образованная вулканическими зонами. Располагаются, как правило, вдоль границ литосферных плит.

Вулканический пояс Анахима в канадской провинции Британская Колумбия.

Выделяют три типа вулканических поясов:
- пояса, расположенные на границе океанов и континентов. К этому типу относятся Тихоокеанское огненное кольцо, Средиземноморско-Индонезийский и другие пояса.
- пояса, связанные с рифтовыми долинами срединноокеанических хребтов. Здесь распространены почти исключительно подводные вулканы. Лишь в Исландии и на Гавайских островах вершины вулканов поднимаются над поверхностью океана.
- пояса, приуроченные к континентальным рифтовым системам. Наиболее крупная — рифтовая система восточной Африки.